# Pernois
Pernois – miejscowość i gmina we Francji, w regionie Hauts-de-France, w departamencie Somma.
Według danych na rok 1990 gminę zamieszkiwały 634 osoby, a gęstość zaludnienia wynosiła 72 osoby/km² (wśród 2293 gmin Pikardii Pernois plasuje się na 442. miejscu pod względem liczby ludności, natomiast pod względem powierzchni na miejscu 547.).